# Anoxypristis cuspidata
Anoxypristis cuspidata är en broskfiskart som först beskrevs av John Latham 1794.  Anoxypristis cuspidata ingår i släktet Anoxypristis och familjen sågfiskar. IUCN kategoriserar arten globalt som akut hotad. Inga underarter finns listade i Catalogue of Life.

## Beskrivning
A. cuspidata är en rocka med hajlik kropp och sågliknande nos, rostrum. “Sågen” har 18-22 par tänder, men enligt vissa källor så mycket som 25 par tänder.
Sågfisken är grå på översidan och blek på undersidan, med vanligtvis ljusgrå eller bleka fenor. Huden är täckt av små plakoidfjäll som ger den en sträv struktur.
Uppgifterna om sågfiskens maximala längd varierar från 4,7 till 6,0 meter.

## Utbredning och habitat
Arten har sin utbredning i den indo-pacifiska regionen, från Röda havet till Nya Guinea, norrut till södra Japan och söderut till norra Australien. Tidigare var arten vanlig även i de västra delarna av Stilla havet.

## Hot mot arten
Fiske är det stora hotet mot denna art av sågfisk. SågFiskens rostrum fastnar lätt i nät och bottengarn.

## Bildgalleri

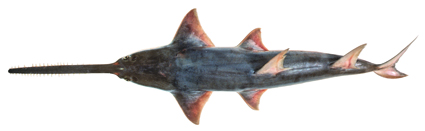
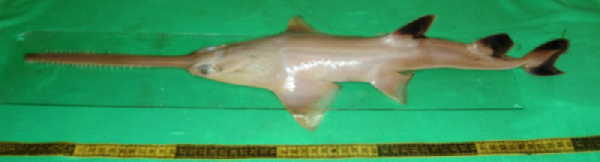
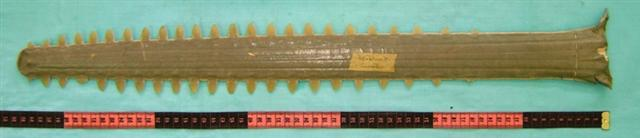